# Chewuch River
Der Chewuch River ist ein Fluss im Okanogan County im US-Bundesstaat Washington.
Der Name stammt vom Wort /cwáx/ [čwáx] aus dem Columbia-Moses und bedeutet „Bach“.
Das Flusstal war Schauplatz des Thirty Mile Fire, eines Waldbrandes im Okanogan National Forest, welches vier Feuerwehrleute im Juli 2001 das Leben kostete.

## Verlauf
Der Chewuch River entspringt in der Kaskadenkette nordöstlich des Remmel Mountain am Zusammenfluss von Remmel Creek und Cathedral Creek. er fließt generell nach Süden und mündet bei Winthrop in den Methow River, welcher ein Nebenfluss des Columbia River ist. Zuflüsse des Chewuch River sind der Andrews Creek, der Lake Creek, der Eightmile Creek und der Cub Creek.
Kurz unterhalb der Mündung des Meadow Creek stürzt der Fluss als Chewuch Falls etwa 9 m in die Tiefe.
Am Chewuch River wurden folgende Abflusswerte gemessen:
- Mittel: 10 m³/s
- Maximum: 170 m³/s
- Minimum: 1 m³/s